# John Inman
Frederick John Inman (Preston, Egyesült Királyság 1935. június 28. – London, Egyesült Királyság 2007. március 8.) brit színész volt. Leghíresebb szerepe a Foglalkoznak már önnel? (Are you being served) és a Haszonlesők című sorozatokban alakított Mr. Humphries szerepe volt az 1970-es és 1980-as években. Inman az Egyesült Királyságban pantomim-művészetéről is ismert volt.

## Élete
John Inman 1935. június 28-án született a lancashire-i Prestonban, Josephine Tewson színésznő unokatestvéreként. 12 éves korában a szüleivel Blackpoolba költözött, ahol az anyja egy panziót vezetett, az apja pedig hajszárító-ügynök volt. Gyerekként szeretett másokat felöltöztetni. A prestoni Claridge Hosue-ban tanult majd egy modern középiskolában. Mindig is színész szeretett volna lenni. 13 évesen debütált a blackpooli Pavilionban, a déli mólónál. 15 évesen a mólón dolgozott, teát szolgált fel, takarított és beszállt a kártyapartikba.
Az iskola után két évig a Fox's-nál dolgozott és kirakatokat rendezett. 17 évesen Londonba költözött. 1960-ban debültált a West Enden. 1975-ben a Windmill Színházban játszott, 1979-ben az Adelphi Színházban.

## Televíziós karrierje
John Inman 1970-ben szerepelt először a televízióban, a Two in Clover szituációs komédiában. 1972-ben David Croft író kérésére szerepelt a Foglalkoznak már önnel? című sorozatban, innentől kezdve a sorozat 10 évadon át szerepelt, egészen 1985-ig. 1977-ben egy filmet is készítettek a sorozat alapján. A sorozatban alakított figura, Mr. Humphries egy homoszexuálisnak tűnő áruházi eladó volt, de szexuális hovatartozása sosem derült ki, leginkább egy anyás férfit alakított, fura járással és magas hanghordozással.
1989-ben szerepelt a The Tall Guy című filmben, majd egyike volt annak az öt tagnak a Foglalkoznak már önnel?-sorozatból, akik a Haszonlesők című sorozatban is szerepeltek 1992 és 1993 között.

## Kései évek
A híres sorozatok befejezése után ismert pantomim-művész lett. Ausztráliában is turnézott. Harminc évig élt a londoni Maida Vale kerülethez tartozó Little Venice-ben. 2005. december 23-án élettársi kapcsolatba lépett partnerével, Ron Lynch-csel, akivel már 35 éve volt együtt.
Az utolsó éveiben egészségügyi problémákkal küszködött. 1993-ban hörghurutja volt, 1995-ben összeesett a színpadon. 2001-ben három napig az intenzív osztályon tartották, mert légzési problémái voltak. 2004 decemberében hepatitis A vírust diagnosztizáltak nála, amit fertőzött ételtől kapott el. 2007. március 8-án hunyt el Londonban.

## További információ
- Hivatalos oldal
- John Inman a PORT.hu-n (magyarul)
- John Inman az Internet Movie Database-ben (angolul)
- John Inman a Rotten Tomatoeson (angolul)
- Hivatalos honlapja Archiválva 2001. november 27-i dátummal a Wayback Machine-ben